# Gerhard Thäter
Gerhard Thäter (ur. 18 listopada 1916 w Kilonii, zm. 15 lutego 2004 w Wilhelmshaven) – niemiecki kapitan marynarki (Kapitänleutnant).

## Życiorys
Wstępując do Kriegsmarine w 1936 roku służył w oddziale okrętów podwodnych i jako dowódca U-466 i U-3506 brał udział w działaniach podczas II wojny światowej. Od 17 czerwca 1942 do 19 sierpnia 1944 dowodził on U-466 przeprowadzając z nim pięć patroli a od 14 października 1944 do 2 maja 1945 pod jego komendą znalazł się U-3506 z którym nie przeprowadził żadnego patrolu. Po wojnie gdy Republika Federalna Niemiec utworzyła własne siły zbrojne w 1956, Thäter dołączył do Bundersmarine. W trakcie służby został mianowany Attaché Marynarki Wojennej w ambasadzie Niemiec Zachodnich w Ottawie w Kanadzie.